# Jean Baptista von Schweitzer
Jean Baptista von Schweitzer (12 de Julho de 1833 - 1875), foi um político alemão e um poeta dramático, nascido em Frankfurt am Main, no seio de uma velha família aristocrática e católica.
Schweitzer estudou direito na Universidade Humboldt de Berlim e na Universidade de Heidelberg, tendo regressado à sua cidade natal para exercer como advogado, embora sempre se tenha interessado mais por política e literatura.
Próximo do movimento sindical social democrático, tornou-se presidente do Allgemeinen Deutschen Arbeitervereins, ADAV, ("Sindicato Geral de Trabalhadores da Alemanha") em 1864, depois da morte de Ferdinand Lassalle, e nesta função foi responsável pela edição do jornal Der Sozialdemokrat, que o colocou frequentemente em rota de colisão com o governo da Prússia.
Em 1862, foi preso e acusado de homossexualidade por solicitar sexo com um adolescente num parque. Embora afirmasse encarar pessoalmente a homossexualidade como algo sórdido, Ferdinand Lassalle defendeu Schweitzer, argumentando que o movimento sindicalista não podia dispensar a sua liderança, e que as preferências sexuais de cada um "não têm absolutamente nada que ver com o seu caráter político"
Em 1867 foi eleito para o parlamento da Federação do Norte da Alemanha, e, ao ser derrotado nas eleições para o Reichstag em 1871, demitiu-se do seu cargo de presidente do Sindicato, e retirou-se da vida política.
Schweitzer foi o autor de vários dramas e comédias, conseguindo algumas um considerável sucesso. Entre elas contam-se:
- Alcibiades (Frankfurt, 1858)
- Friedrich Barbarossa (Frankfurt, 1858)
- Canossa (Berlim, 1872)
- Die Darwinianer (Frankfurt, 1875)
- Die Eidechse (Frankfurt, 1876)
- Epidemisch (Frankfurt, 1876)

Escreveu também um romance político, Lucinde oder Kapital und Arbeit (Frankfurt, 1864).